# Frema Opare
Akosua Frema Osei-Opare (* 6. Juni 1947) ist eine ehemalige ghanaische Politikerin (New Patriotic Party) und Abgeordnete im ghanaischen Parlament.

## Werdegang
Opare studierte Haushaltswissenschaft an der Universität von Ghana, später graduierte sie an der University of Guelph in Ernährungswissenschaft. Nach ihrer Rückkehr nach Ghana lehrte sie bis 1982 an der Universität von Ghana, ehe sie für die Vereinten Nationen in mehreren afrikanischen Ländern tätig war. Bei der Parlamentswahl in Ghana 2004 wurde sie mit 52,08 % der Stimmen als Abgeordnete für die Greater Accra Region ins ghanaische Parlament gewählt. In der Folge war sie als stellvertretende Ministerin für Arbeit und Jugend im Kabinett von John Agyekum Kufuor vertreten. Ihr Mandat konnte sie bei der Parlamentswahl 2008 verteidigen, jedoch übernahm der National Democratic Congress die Parlamentsmehrheit und stellte fortan mit dem im zweiten Wahlgang bei der Stichwahl erfolgreichen John Atta Mills den Präsidenten. Nach vier Jahren in der Opposition schied sie 2012 aus dem Parlament. Als nach der im Dezember stattfindenden Präsidentschaftswahlen 2016 die NPP mit Präsident Nana Akufo-Addo wieder an die Macht kam, wählte er Anfang 2017 Opare als Stabschefin aus, die damit die erste Frau in diesem Amt wurde. Nach der verlorenen Präsidentschaftswahlen 2024 schied sie mit Amtsübergabe an den neuen Präsidenten John Dramani Mahama am 7. Januar 2025 aus dem Amt.
2023 wurde Opare mit der Ehrendoktorwürde der Valley View University ausgezeichnet.